# پراش براگ
پراش براگ قانونی فیزیکی است.
براگ فیزیک‌دان انگلیسی نخستین بار نشان داد که در اثر برخورد فوتون‌های نور با سطح جامدات طبق مقدار طول موج نور برخوردکننده به سطح جامد و زاویه برخورد آن می‌توان ضخامت لایه منعکس‌کننده نور را به دست آورد. رابطه پراش براگ به صورت زیر است:
{\displaystyle nl=2d\,\sin(q)}
در این رابطه:
n: مرتبه بازتاب بوده و می تواند عدد صحیح کوچکی را اختیار نماید
{\displaystyle l} : طول موج نور برخورکننده به سطح جامد
{\displaystyle q} : زاویه نور منعکس شده از سطح جامد
و {\displaystyle d} : ضخامت لایه منعکس‌کننده نور
می‌باشد.
q را زاویه پراش می‌نامند.
از پدیده پراش براگ در فیزیک سطح استفاده می‌شود. نیز در اپتیک می‌توان ضخامت لایه‌های منعکس‌کننده نور در آینه‌ها را از آن به دست آورد.

## منبع
- M. Arbaoui, Thèse de doctorat, Université Pierre et Marie Curie, Paris, 1987